# Avenue Pierre-Masse
L'avenue Pierre-Masse est une voie du 14e arrondissement de Paris, en France.

## Situation et accès
L'avenue Pierre-Masse est une voie située dans le 14e arrondissement de Paris. Elle débute  avenue Paul-Vaillant-Couturier et se termine avenue du Docteur-Lannelongue.

## Origine du nom

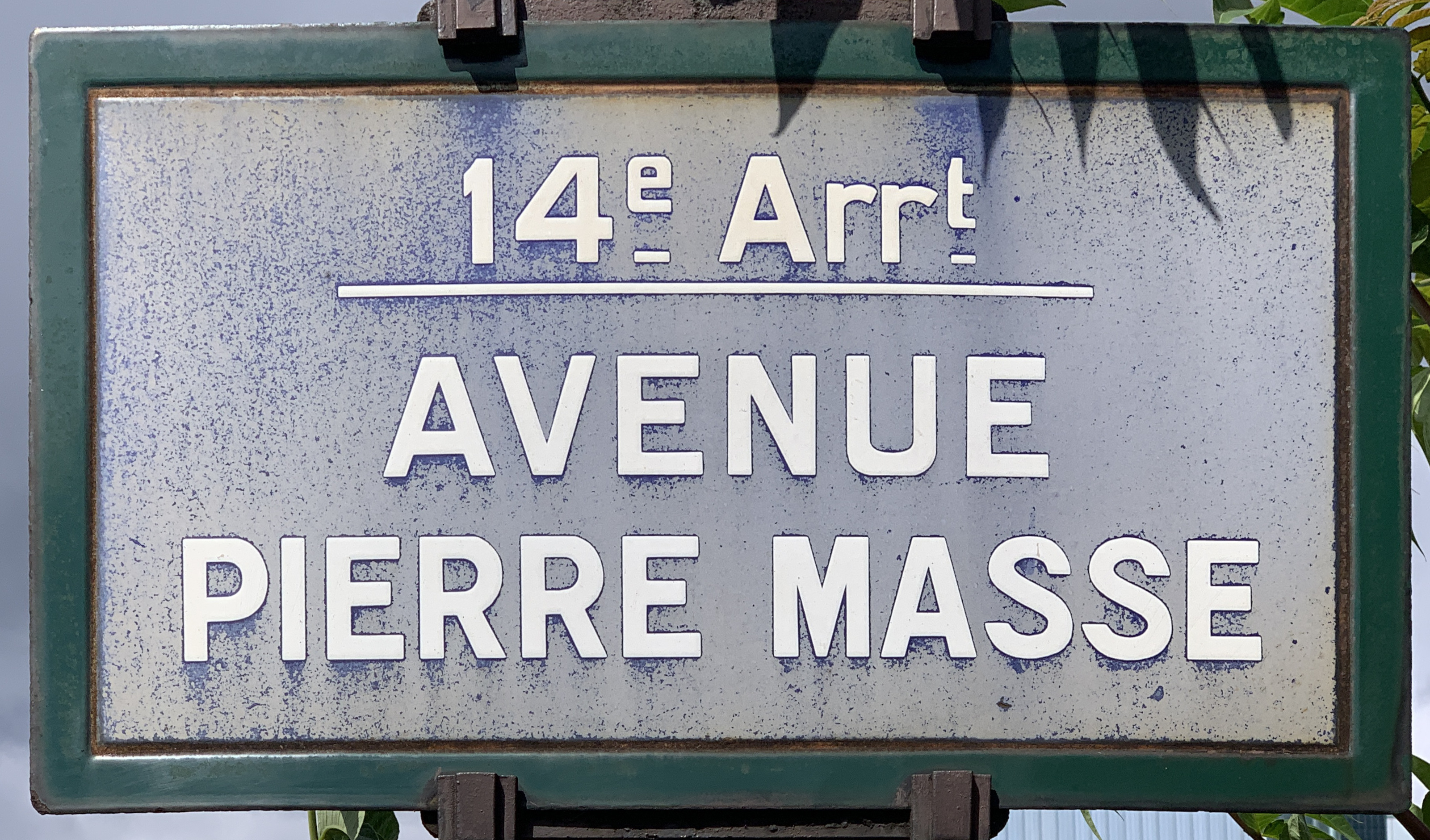
Plaque de l'avenue.

Elle porte le nom Pierre Masse (1879-1942), avocat français, sénateur et secrétaire d'État, mort en déportation.

## Historique
Cette voie, ouverte en 1938 sous le nom provisoire de « voie H/14 », est réaménagée en 1960 lors de la construction du boulevard périphérique et prend son nom actuel le 25 mai 1961.